# Санджар аль-Халаби
Алам ад-Дин Санджар аль-Халаби (? — 1293) — влиятельный мамлюкский эмир. Принадлежал к салихийя, то есть к мамлюкам, купленным и обученным в период правления айюбидского султана Египта ас-Салих Айюба (1240—1249 годы). Санджар аль-Халаби был хушдашем Бейбарса и многих других известных мамлюков, — они принадлежали к одной хушдашийя, то есть группе мамлюков одного устада (хозяина), вместе тренировавшихся, связанных друг с другом узами братства и общими целями.
После возведения на престол в марте 1257 года пятнадцатилетнего аль-Мансура Али, сына Айбека, Санджар аль-Халаби стал атабеком (опекуном) юного султана, но вскоре был смещён и арестован Кутузом. Однако после битвы при Айн-Джалуте (3 сентября 1260 года) Кутуз, к тому времени ставший султаном, поставил Санджара наибом (правителем) Дамаска.
Узнав об убийстве Кутуза и узурпации власти Бейбарсом, аль-Халаби объявил себя независимым правителем (наиб ас-салтана), но был смещён силами Айдакина аль-Бундукдара (17 января 1261 года).
Несмотря на свой мятеж, Санджар был дружественно принят Бейбарсом в Египте и назначен наибом Халеба, получив икта, соответствующее его статусу (до этого у него во владении было лишь 60 всадников). В 1271 году он был арестован за заговор, но затем снова освобождён.
После разгрома при Джасуре (21 июня 1280 года) мятежного эмира Сункура аль-Ашкара, провозгласившего себя независимым правителем Дамаска, султан Калаун назначил Санджара наибом Дамаска.
29 октября 1281 года он участвовал в разгроме монголов при Хомсе, сражаясь на левом фланге армии Калауна.
Около 1283 года Санджар был арестован султаном, встревоженным его популярностью среди жителей Дамаска. Обретя свободу, вероятно, в правление аль-Ашраф Халиля (1290—1293), он был восстановлен во владении своими икта и мирно скончался в своей постели в 1293 году.